# Eysingahuis (Leeuwarden)
Het Eysingahuis is een monumentaal pand aan de Koningsstraat in Leeuwarden in de Nederlandse provincie Friesland.

## Geschiedenis
Johan Vegelin van Claerbergen (1690-1773) liet na zijn overlijden het Vegelinhuis (16e eeuw) in de Koningsstraat na aan zijn kleinzoon Frans Julius Johan van Eysinga, grietman van Doniawerstal en lid van de Provinciale Staten van Friesland. De kelder van dit pand werd gedekt door kruisribgewelven. In 1781 werd dit pand met enkele aangrenzende panden verbouwd en samengevoegd tot een L-vormig pand. In 1797 werd het pand op de hoek van de Koningsstraat en de Turfmarkt aangekocht. In 1806 werden de twee panden verbouwd tot een blokvormig pand met kroonlijst en risaliet in Lodewijk XVI-stijl. Het gebouw is  een rijksmonument. Sinds 2014 is de Vereniging Hendrick de Keyser eigenaar van het pand, dat opengesteld is voor bezoekers, als een van de eerste museumhuizen van de vereniging. 

## Fries Museum
In 1879 werd het huis verkocht aan het Provinciaal Friesch Genootschap ter Beoefening van Friesche Geschied-, Oudheid- en Taalkunde. In 1881 werd in het Eysingahuis het Fries Museum geopend, dat in 2013 is verhuisd naar een nieuw pand aan het Wilhelminaplein.

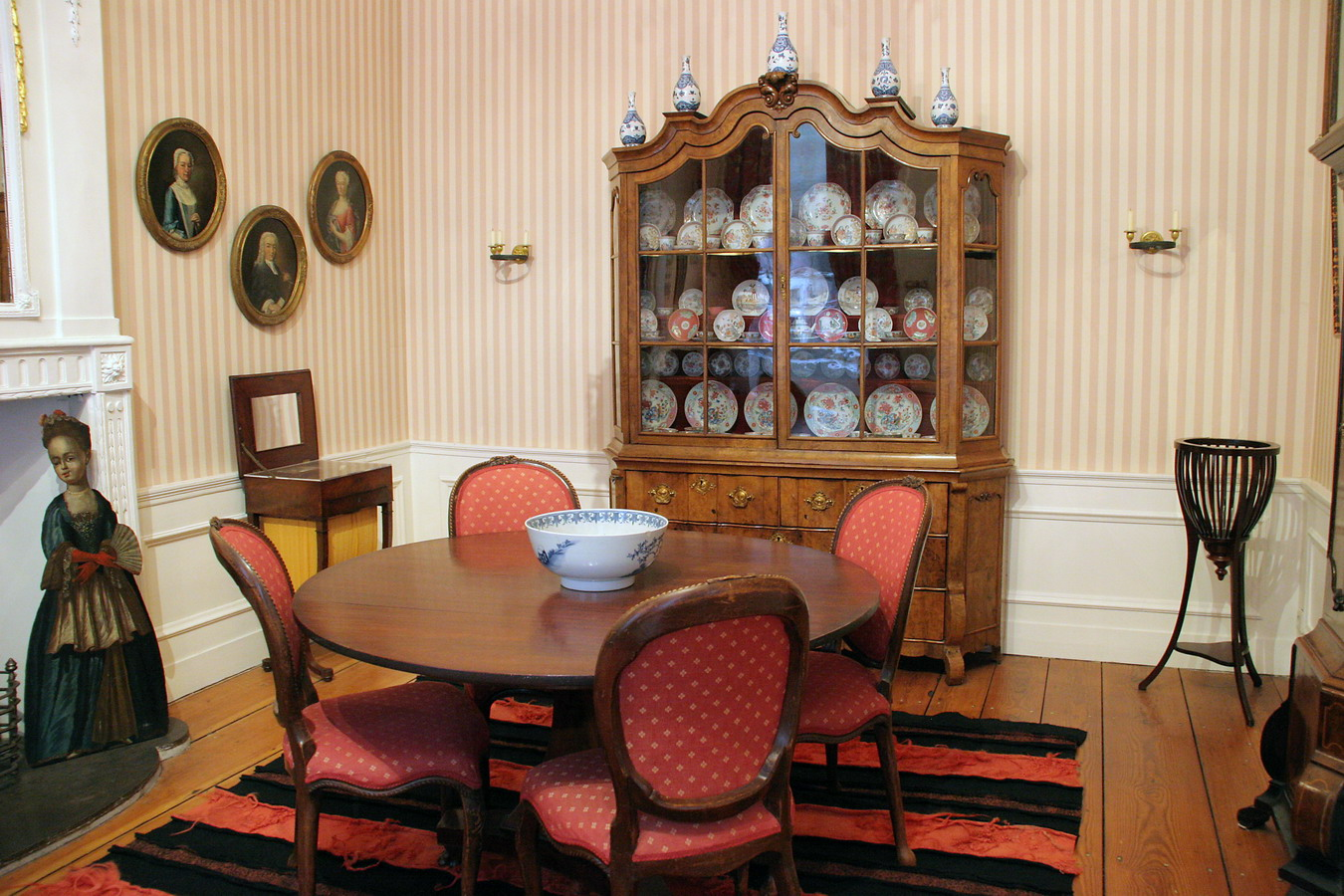
Kamer
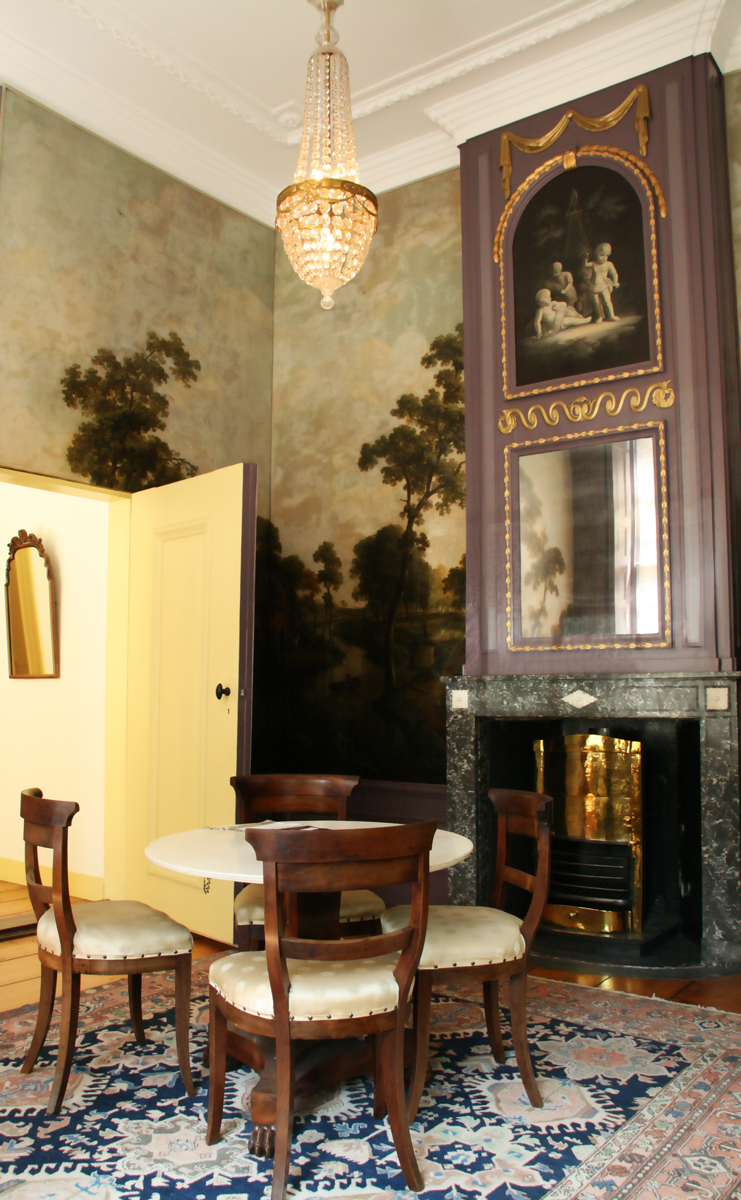
Kamer
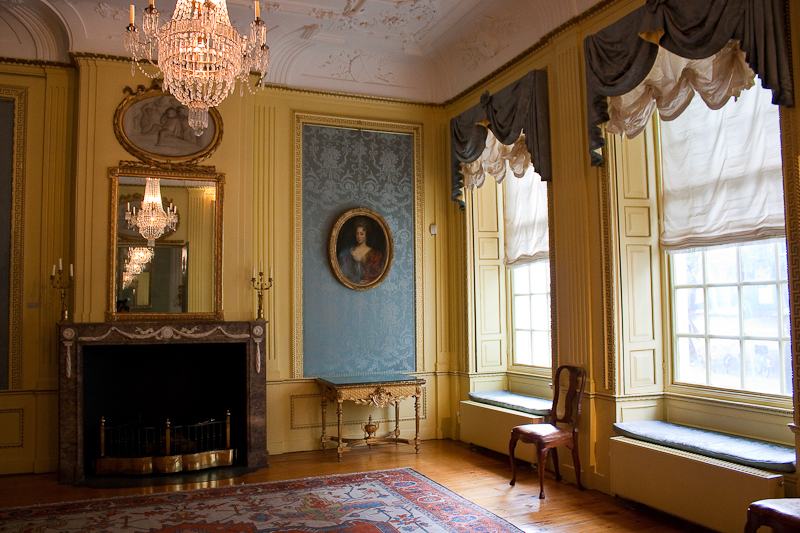
Kamer